# 市川町立川辺小学校
市川町立川辺小学校（いちかわちょうりつ かわなべしょうがっこう）は、兵庫県神崎郡市川町西川辺にある公立小学校。

## 沿革
- 1872年11月（明治5年10月） - 西川辺長昌寺を仮校舎として、川辺小学校を開く。
- 1876年（明治9年）3月 - 弘明小学校と改称。
- 1878年（明治11年）4月 - 西川辺字宮の前へ校舎を新築移転。
- 1887年（明治20年）4月 - 弘明簡易小学校と改称。
- 1892年（明治25年）8月 - 川辺尋常小学校と改称。
- 1899年（明治32年）10月 - 東川辺字清水へ新校舎を新築移転。
- 1900年（明治33年）5月 - 高等科を併設し、川辺尋常高等小学校と改称。
- 1936年（昭和11年）11月 - 校章・校旗制定。
- 1937年（昭和12年）1月 - 校歌制定。
- 1941年（昭和16年）4月1日 - 川辺国民学校と改称。
- 1947年（昭和22年）4月1日 - 川辺村立川辺小学校と改称。
- 1955年（昭和30年）7月25日 - 神崎郡川辺村が同郡3村と合併、町制施行したのに伴い、市川町立川辺小学校と改称。
- 1956年（昭和31年）3月 - 現在地へ校舎を新築移転。
- 1969年（昭和44年）7月 - プール新築。
- 1989年（平成元年）10月 - 校舎竣工式。
- 1990年（平成2年）11月 - 体育館竣工式。
- 2008年（平成20年）4月 - 市川町立小畑小学校を統合。

## 通学区域
卒業生は基本的に市川町立市川中学校へ進学する。

## 周辺
- 私立市川高等学校
- マックスバリュ市川店
- 国道312号
- 市川
  - 小畑川

## アクセス
- JR播但線 甘地駅から市川を渡って南東へ900m
- 神姫バス 川辺にて下車、東へ400m
- 市川町コミュニティバス 文化センターにて下車
- 播但連絡道路 市川南ランプから西へ200m

## 通学区域が隣接している学校
- 市川町立瀬加小学校
- 福崎町立田原小学校
- 福崎町立福崎小学校
- 市川町立甘地小学校
- 市川町立鶴居小学校
- 神河町立神崎小学校